# Codice ATC A04
Il codice ATC A04 "Antiemetici e Antinausea" è un sottogruppo del sistema di classificazione Anatomico Terapeutico e Chimico, un sistema di codici alfanumerici sviluppato dall'OMS per la classificazione dei farmaci e altri prodotti medici. Il sottogruppo A04 fa parte del gruppo anatomico A, farmaci per l'apparato digerente e del metabolismo.
Codici per uso veterinario (codici ATCvet) possono essere creati ponendo la lettera Q di fronte al codice ATC umano: QA04... I codici ATCvet senza corrispondente codice ATC umano sono riportati nella lista seguente con la Q iniziale.
Numeri nazionali della classificazione ATC possono includere codici aggiuntivi non presenti in questa lista, che segue la versione OMS.

## A04A Antiemetici e antinausea

### A04AA Antagonisti della Serotonina (5-HT3)
A04AA01 Ondansetron
A04AA02 Granisetron
A04AA03 Tropisetron
A04AA04 Dolasetron
A04AA05 Palonosetron
A04AA55 Associazioni di Palonosetron

### A04AD Altri antiemetici
A04AD01 Scopolamina
A04AD02 Ossalato di cerio
A04AD04 Cloretone
A04AD05 Metopimazina
A04AD10 Delta-9-tetraidrocannabinolo
A04AD11 Nabilone
A04AD12 Aprepitant
A04AD13 Casopitant
A04AD51 Associazioni di Scopolamina
A04AD54 Associazioni di Cloretone
QA04AD90 Maropitant